# Клінічний санаторій імені Горького
46°23′37″ пн. ш. 30°44′59″ сх. д. / 46.393722222222° пн. ш. 30.749722222222° сх. д.
Клінічний санаторій імені Горького — єдиний питний курорт на півдні України. Знаходиться в місті Одеса, в районі 16-ї станції Великого Фонтану. Перші відомості про лікувальні мінеральні джерела санаторію з'явилися в 1878 році.

## Історія
Між істориками-краєзнавцями досі ведуться суперечки про садибу, в будівлях якої розмістилися лікувальні корпуси санаторію. Імовірно, землі належали цукрозаводчику Бродському або Петорококіно — купцеві грецького походження. Садиба була побудована в середині XIX століття, а здравниця розпочала свою роботу на цьому місці в 1900 році. Про лікувальні властивості мінеральної води, що протікає на території курорту стало відомо ще в XIX столітті, а перші згадки про неї з'явилися в 1878 році.
У радянський період історії в Одесі оздоровчі заклади перебували практично за межами міста: в районах Слободки і Молдаванки. Але з відкриттям Санаторію імені Горького, прості одесити змогли оздоровлюватися і відпочивати в курортному районі міста — Великому Фонтані. В межах міста досить багато санаторіїв, але Клінічний санаторій імені Горького — єдина з одеських здравниць, яка приймає охочих оздоровитися увесь рік.
Паркова територія «Горького» відома своїми фонтанами, штучними гротами та рідкісними рослинами. У зв'язку з цим, Одеська міська рада ухвалила рішення зробити територію культурною пам'яткою — 20 березня 2009 року території санаторію присвоїли почесне звання пам'ятка садово-паркового мистецтва.

## Основні напрямки лікування
Постковідна реабілітація.
https://health.gorkogo-resort.com/programms/reabilitacija-posle-covid-19/ [Архівовано 26 травня 2021 у Wayback Machine.]
Захворювання органів дихання
Теплий клімат курорту сприяє прискореному відновленню хворих з проблемами органів дихання. Показання для лікування:
- хронічні фарингіти, трахеїти;
- гостра пневмонія затяжного перебігу з давністю процесу не більше 8 тижнів, без нападів бронхіальної астми, без бронхоектазів, при легенево-серцевої недостатності не вище II-А стадії;
- хронічний ларингіт і ларинготрахеїт;
- хронічні бронхіти, трахеобронхіти неспецифічного характеру у фазі ремісії, при легенево-серцевої недостатності не вище II-А стадії;
- обструктивний хронічний бронхіт при легенево-серцевої недостатності II-А стадії з дифузним пневмосклерозом;
- пневмоконіози і пневмосклерози: після запальних захворювань з супутніми хронічними процесами в органах дихання, при відсутності загострень основного процесу при легенево-серцевої недостатності не вище 1-Б стадії.

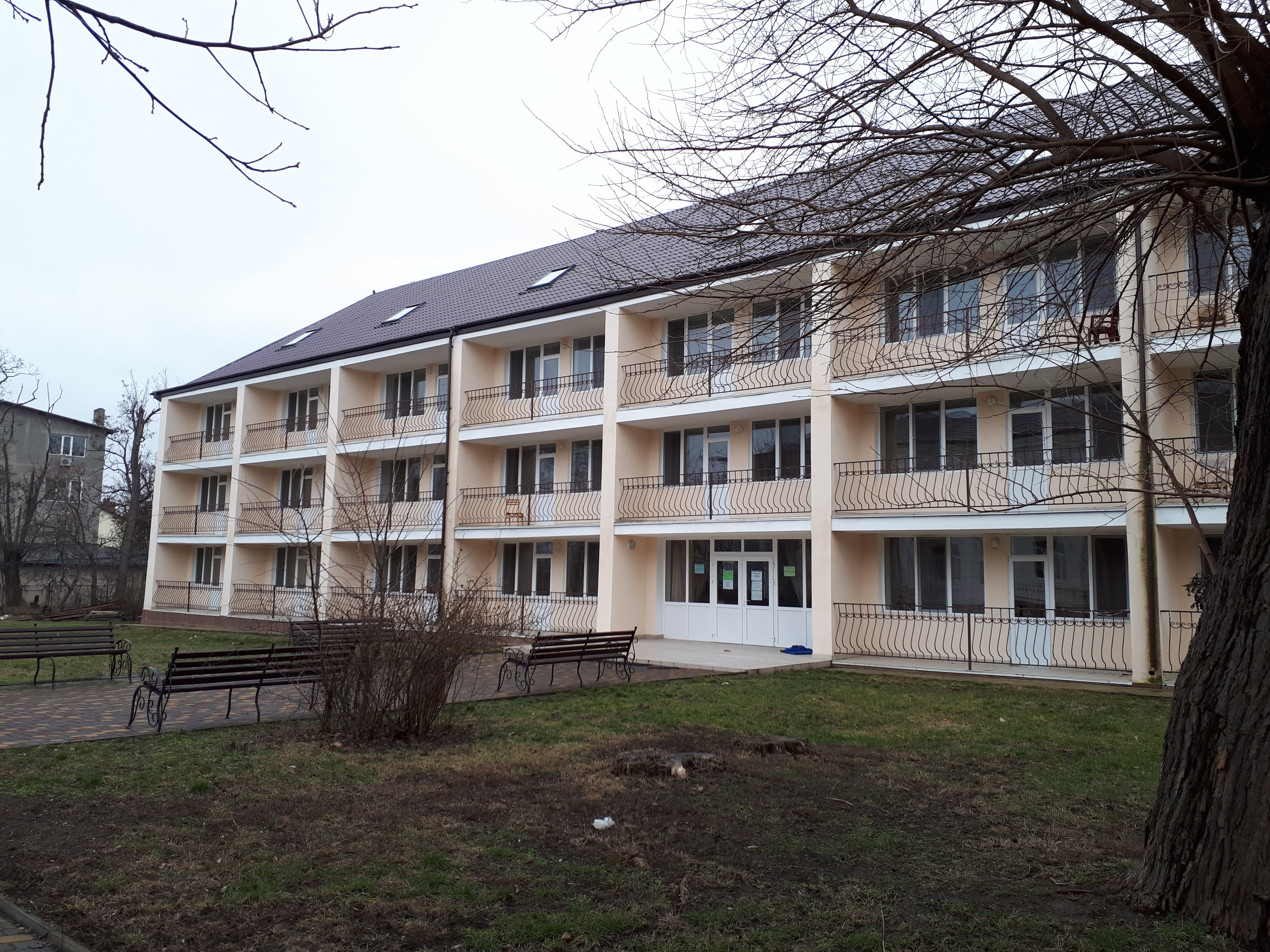
Один з корпусів санаторію

Захворювання опорно-рухового апарату
У санаторії ім. Горького застосовують Куяльницьку сульфидно-мулову грязь. Вона насичена мікроелементами, речовинами, схожими за складом з антибіотиками і містить гормони фолликулин, синестрол. Показання:
- ревматоїдний артрит;
- деформуючий остеоартроз;
- остеопороз;
- подагра;
- Анкілозуючий спондилоартрит (хвороба Бехтерева);
- остеохондроз хребта, дорсопатии, спондильоз;
- артроз.

Захворювання органів зору
Показання до лікування:
- глаукома первинна, вторинна і вроджена, ускладнення глаукоми після обстеження в спеціалізованому стаціонарі;
- стан після хірургічного лікування вродженої та набутої катаракти та імплантації штучного кришталика;
- наслідки важких травм ока;
- після оперативних втручань внаслідок відшарування сітківки, з приводу вроджених і набутих дефектів, видалення доброякісних новоутворень ока та його придатків;
- стан після перенесених запальних захворювань судинної і сітчастої оболонки ока;
- часткова атрофія зорового нерва без нейрохірургічної патології;
- оздоровлення перед направленням для хірургічного втручання;
- порушення рефракції і акомодації: гіперметропія, міопія, астигматизм, спазм акомодації;
- розлади зору: амбліопія внаслідок анопсіі, обумовлена анізометропія, косоокістю;
- косоокість, яка не підлягає хірургічному лікуванню;
- хронічні блефарити;
- хронічні неспецифічні кон'юнктивіти;
- хронічні блефарокон'юнктивіти.

Захворювання органів кровообігу
Показання до лікування в санаторії:
- гіпертонічна хвороба І-ІІ стадії;
- хронічна ішемічна хвороба серця;
- атеросклеротична хвороба серця;
- флебіт і тромбофлебіт нижніх кінцівок;
- хронічна венозна недостатність на тлі варикозного розширення вен;
- гіпотонічна хвороба;
- нейроциркуляторна дистонія;
- вегето-судинна дистонія;
- залізодефіцитна, мегалобластна, фолиеводефицитна, гемолітична анемії;
- гемофілії легкого та середнього ступеня (при обов'язковій наявності власного криопреципитата);
- ревматичні хвороби мітрального клапана: недостатність мітрального клапана без ознак активності мітрального процесу при компенсації або недостатності кровообігу не вище І стадії, без порушень серцевого ритму;
- ревматичні хвороби аортального клапана: недостатність аортального клапана без ознак активності ревматичного процесу при недостатності кровообігу не вище І стадії, без нападів стенокардії, без супутньої артеріальної гіпертонії, без порушень серцевого ритму.

Захворювання органів травлення

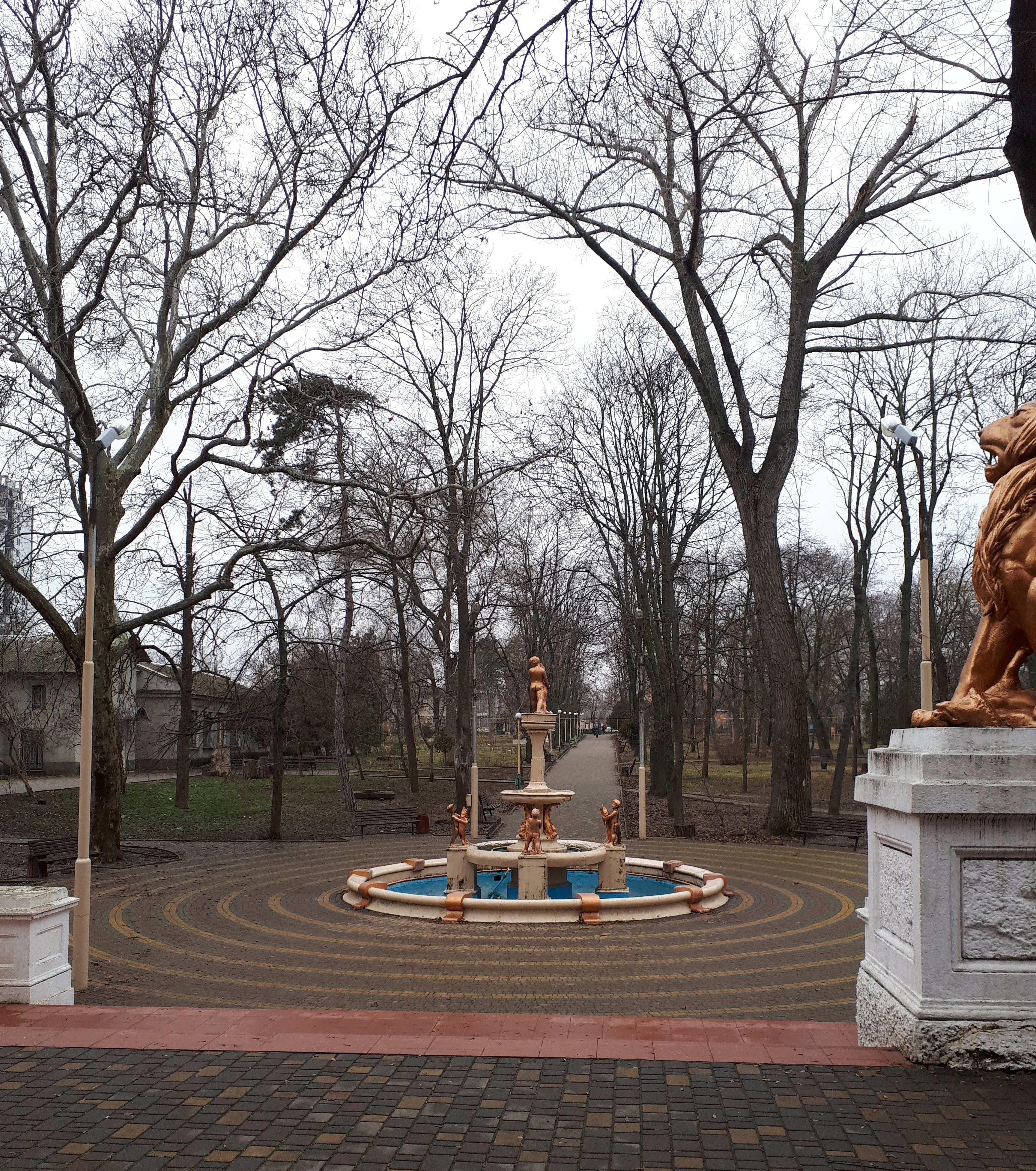
Парк санаторію. Визнан пам'ятником садово-паркового мистецтва

Власна мінеральна вода курорту сприятливо діє на організм. І входить в комплекс лікування таких захворювань:
- хронічний гастрит;
- виразкова хвороба шлунка і 12-палої кишки;
- хронічний холецистит та дискінезія жовчних шляхів;
- хронічний гепатит;
- хронічний панкреатит;
- хронічний коліт;
- хронічний ентероколіт в стадії ремісії і нестійкої ремісії;
- постхолецистектомічний і постгастрорезекційний синдроми;
- жовчно-кам'яна хвороба (холелітіаз), яка не потребує оперативного втручання.

Захворювання нервової системи
Показання до лікування центральної і периферичної нервової системи:
- вегето-судинна дистонія та інші розлади вегетативної нервової системи;
- розсіяний склероз;
- остеохондроз хребта з неврологічними проявами;
- радикуліт;
- плескіт;
- неврит;
- наслідки ГПМК, ЧМТ, енцефаліту, арахноїдиту, миелита;
- церебральний атеросклероз;
- дисциркуляторна енцефалопатія;
- хвороба Рейно;
- полінейропатія;
- енурез.

Урологічні захворювання
Показання до санаторно-курортного лікування:
- хронічний неспецифічний первинний і вторинний пієлонефрит в період ремісії, латентна форма пієлонефриту, із задовільною функцією нирок і сечовивідних шляхів;
- хронічний цистит (уретрит) нетуберкульозного характеру;
- хронічний простатит, хронічний везикуліт (нетуберкульозний) в стадії ремісії, при обмеженому інфільтраті, без звуження уретри і без залишкової сечі;
- сечокам'яна хвороба, стан після відходження конкрементів після стаціонарного лікування;
- наявність невеликих каменів у нирках і сечоводах без вираженого порушення функції нирок і відтоку сечі, здатних до самостійного відходження при санаторно-курортному лікуванні.

Захворювання ендокринної системи
Показання до лікування:
- гіпотиреоз (субклінічний; легкого ступеня; середнього ступеня в стані компенсації);
- цукровий діабет 2-го типу (порушення толерантності до глюкози; легкого та середнього ступеня — в стані компенсації; тяжкого ступеня — при стійкій компенсації і стабільному перебігу);
- аліментарно-конституційне ожиріння.

## Основні процедури
Усі відпочиваючі та гості санаторію мають можливість отримати базове санаторно-курортне лікування за необхідним профілем і скористатися комплексом безкоштовних медичних послуг.
Перелік медичних послуг, які входять базове лікування, і призначаються лікарем з урахуванням діагнозу, сумісності процедур, показань і протипоказань:
- внутрішній прийом мінеральних вод;
- ванни на основі мінеральної води;
- грязелікування (у вигляді коржів, електрогрязелікування, електрофорезу);
- апаратна фізіотерапія;
- лікувальна фізкультура (групові заняття), консультації інструктора з ЛФК;
- інгаляції;
- фітобар;
- аерозольтерапія;
- спелеотерапія;
- аромапсихотерапія;
- лікувальні мікроклізми;
- лікувальні зрошення кишковика мінеральною водою;
- сегментарний масаж;
- клінічні лабораторні обстеження;
- інструментальні обстеження (ультразвукове дослідження, ендоскопія верхніх відділів шлунково-кишкового тракту, електрокардіограма).

## Мінеральна вода
На території санаторію розташувалися три свердловини з мінеральною водою. «Горького» — санаторій і курорт саме завдяки мінеральним водам. Вони аналогічні за складом з Лужанською і Миргородською водою. Для лікування використовують воду «Одеська № 1» і «Одеська № 2» — це води малої та середньої мінералізації. Властивості:
- бактерицидні;
- регулюють кислотність;
- поліпшують функції органів травлення;
- мають жовчогінний і сечогінний ефект.

Мінеральну воду застосовують для питного лікування і для водних процедур. Їх застосовують всередину для промивання шлунка і кишечника, мікроклізм. З третьої свердловини видобувається вода високого ступеня мінералізації. Її використовують для нелікованих ванн.

## Грязелікування
У санаторій грязь привозять з Куяльницького лиману. Сульфідно-мулова грязь має високу проникаючу здатність. Завдяки цьому корисні речовини всмоктуються в кров. Це покращує загальний стан організму, в тому числі внутрішніх органів.
Лікувальна грязь — природний антиоксидант, який надає очищаючу і омолоджуючу дію, забезпечує виведення токсинів і шлаків, розщеплює жири, покращує стан шкіри.
Захворювання опорно-рухового апарату, нервової системи, органів дихання і травлення — показання до лікування на курорті. Бруд використовують у вигляді аплікацій, гальваногрязелікування, електрофорезу.
Грязелікування має стійкий накопичувальний ефект: результат підсумовується і закріплюється згодом. Необхідно проводити лікування під час ремісій: грязі чинять активну прогріваючу дію, що може викликати погіршення стану пацієнта. Призначення робить лікар, згідно з результатами аналізів, лабораторних досліджень та індивідуальних особливостей пацієнта.